# Hypochaeris
Hypochaeris L., 1753 è un genere di piante angiosperme dicotiledoni della famiglia delle Asteraceae.

## Etimologia
L'etimologia del nome del genere è piuttosto dubbia e si perde lontano nel tempo; potrebbe derivare da due parole greche Hypo (= sottoterra) e choeros (= maiale); infatti le radici di una sua specie Hypochaeris radicata sono molto ricercate dai maiali che per cibarsene scavano la terra col loro “grufo” per trovarle. 
Questa denominazione venne introdotta nella classificazione scientifica nel 1753 da Carl von Linné (Rashult, 23 maggio 1707 – Uppsala, 10 gennaio 1778), biologo e scrittore svedese, nella pubblicazione "Species Plantarum" ( Sp. Pl. 2: 810 ).

## Descrizione

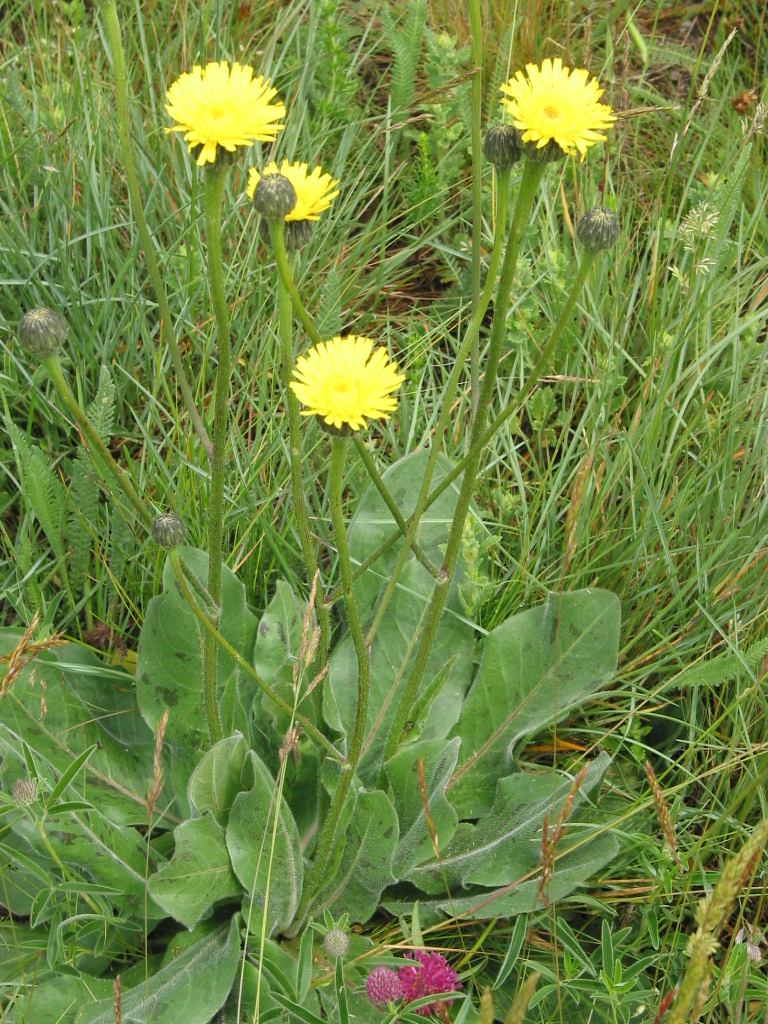
Il portamento
Hypochaeris maculata

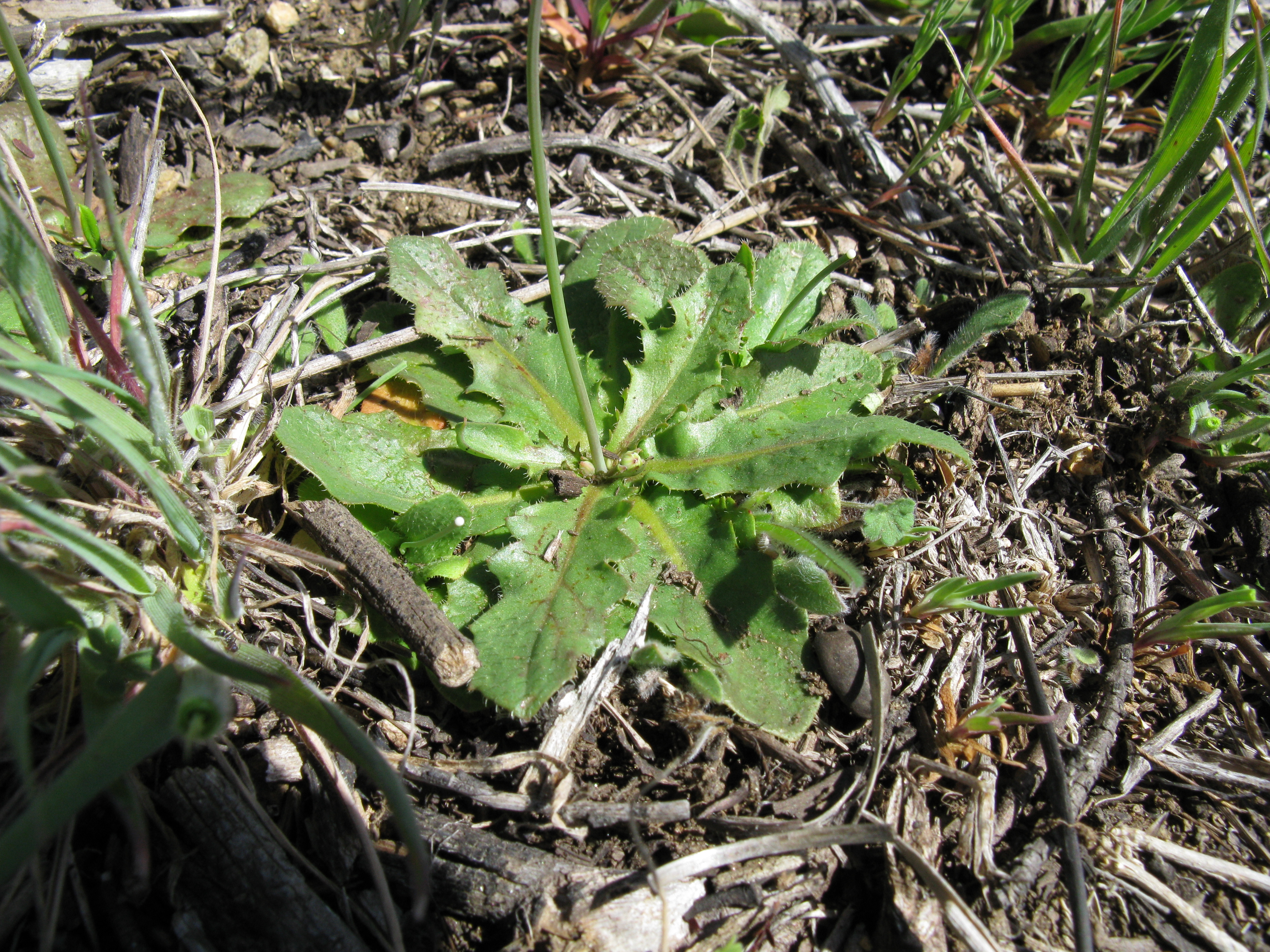
Le foglie
Hypochaeris glabra

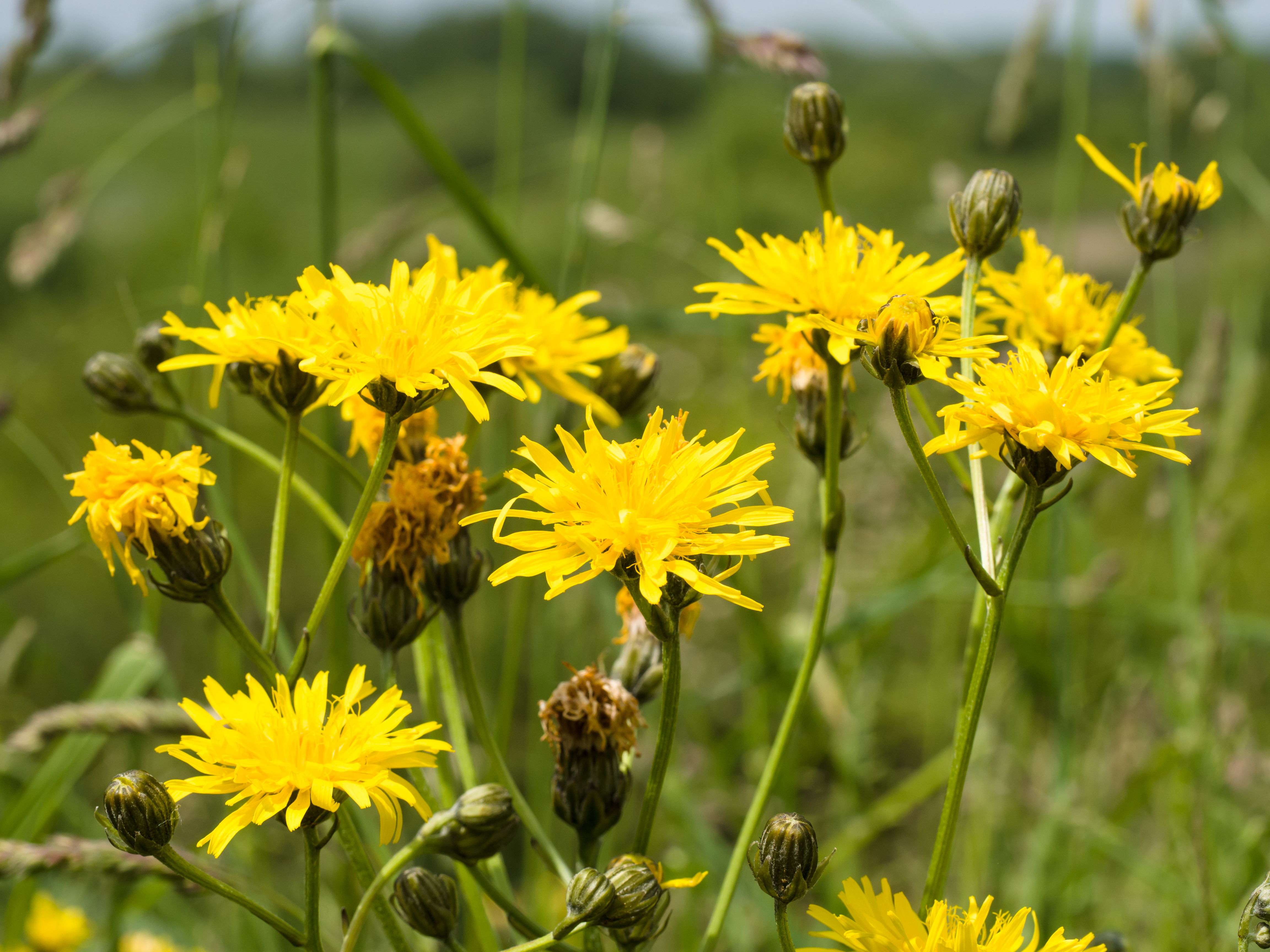
Infiorescenza
Hypochaeris radicata

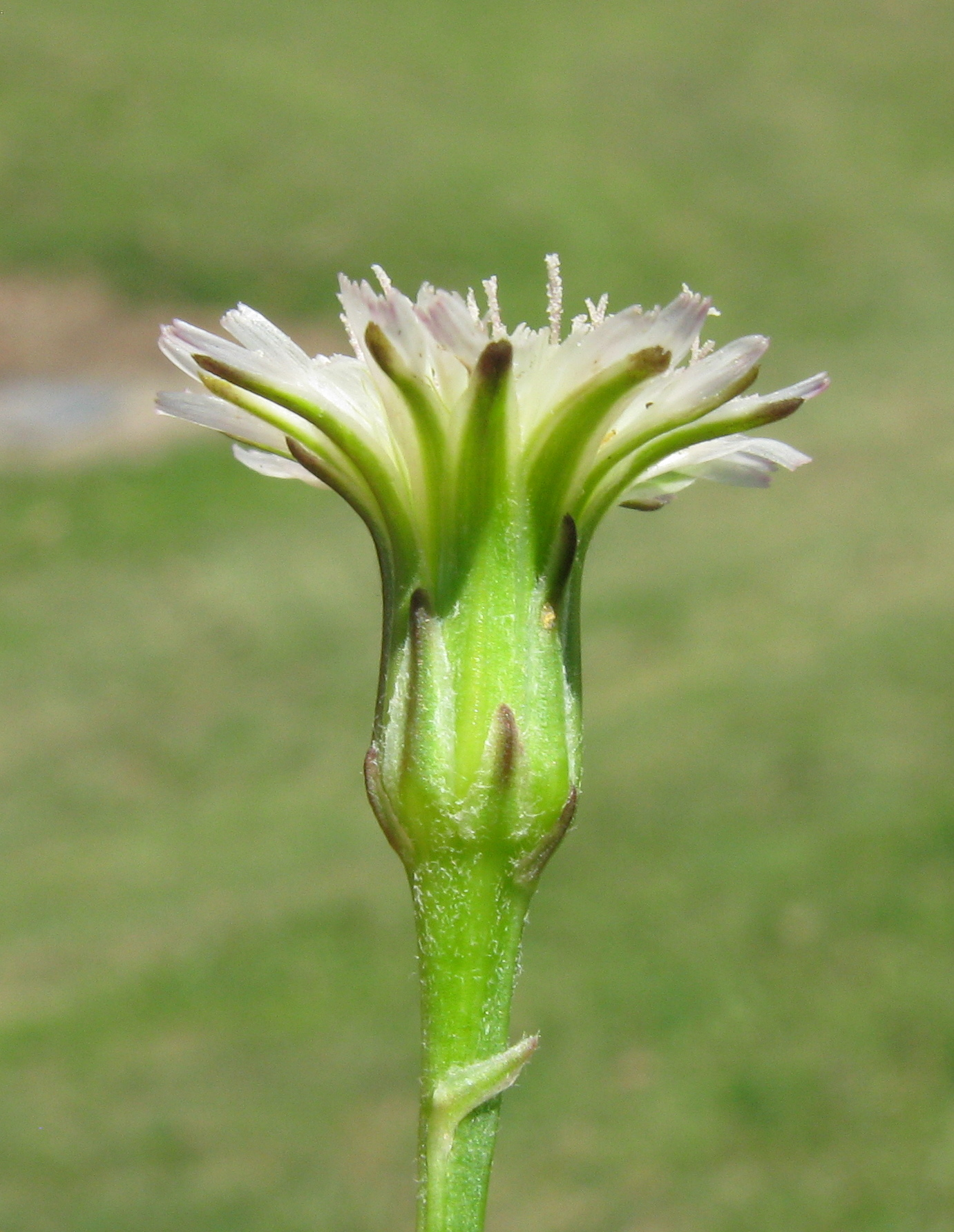
I fiori
Hypochaeris albiflora

Habitus. La forma biologica nella maggioranza delle specie (quasi il 70% delle specie spontanee della flora italiana) è del tipo emicriptofita rosulata (H ros), ossia sono piante con gemme svernanti al livello del suolo e protette dalla lettiera o dalla neve, e con le foglie disposte a formare una rosetta basale. Altri cicli biologici sono perenni. Tutte le specie del gruppo sono provviste di latice. La superficie di queste piante è grossolanamente ricoperta da peli semplici o multicellulari privi di peduncolo (i peli sono rigidi).
Radici. Le radici sono del tipo a fittone.
Fusto. Il fusto è tubuloso, eretto, semplice o ramificato nella parte alta e poco frondoso. La superficie del fusto è profondamente solcata e verso l'infiorescenza può ingrossarsi notevolmente. Sono presenti specie acaulescenti.
Foglie. Le foglie nella maggioranza dei casi sono radicali (basali); sono intere a forma lanceolata o spatolata, con bordi dentati variamente. Le foglie cauline (se presenti) sono progressivamente più piccole, senza denti e amplessicauli.
Infiorescenza. L'infiorescenza è formata da grandi capolini emisferici (le sinfiorescenze sono di tipo subcorimboso). La struttura del capolino è quella tipica delle Asteraceae: un peduncolo sorregge un involucro da cilindrico a strettamente campanulato o largamente emisferico, formato da più squame (o brattee) acuminate, glabre o ispide, che fanno da protezione al ricettacolo sul quale s'inseriscono due tipi di fiori: quelli esterni ligulati e quelli interni tubulosi (in questo caso sono assenti). Il ricettacolo si presenta con diverse pagliette lineari poste alla base dei fiori (è squamoso), mentre l'involucro è formato da più serie di brattee disposte in modo embricato. Le brattee delle serie esterne sono gradualmente più lunghe centripetamente, spesso circa 3/4 o più lunghe di quelle delle file più interne; le brattee delle serie interne hanno forme da lanceolate-lineari a lineari più o meno uguali in altezza.
Fiori. I fiori (circa 20 per capolino) sono ermafroditi, zigomorfi, tetra-ciclici (calice – corolla – androceo – gineceo) e pentameri (a 5 elementi). Nelle specie di questo genere i fiori sono solamente quelli ligulati; i fiori tubulosi non sono presenti. Talvolta i fiori più periferici sono unisessuali e con canali laticiferi.
- Formula fiorale:

*/x K {\displaystyle \infty }, [C (5), A (5)], G 2 (infero), achenio
- Calice: i sepali sono ridotti ad una coroncina di squame.
- Corolla: i petali alla base sono saldati a tubo e terminano con una ligula a 5 denti (è la parte finale dei cinque petali saldati fra di loro). Il colore dei fiori normalmente è giallo, altrimenti è bianco o rosa.
- Androceo: gli stami sono 5 con filamenti liberi e distinti, mentre le antere sono saldate in un manicotto (o tubo) circondante lo stilo.[13] Le antere alla base sono acute. Il polline è tricolporato.[14]
- Gineceo: lo stilo è filiforme. Gli stigmi dello stilo sono due divergenti e ricurvi con la superficie stigmatica posizionata internamente (vicino alla base).[15] L'ovario è infero uniloculare formato da 2 carpelli.

Frutti. Il frutto è un achenio con becco (raramente non c'è) e forme da cilindriche a fusiformi, sormontato da un pappo bianco sporco uniseriato (un unico ordine di setole generalmente piumose con rigide pinnule). In alcune specie gli acheni sono dimorfi; inoltre hanno 5 coste principali (ed eventualmente altre secondarie).

## Biologia
- Impollinazione: l'impollinazione avviene tramite insetti (impollinazione entomogama tramite farfalle diurne e notturne).
- Riproduzione: la fecondazione avviene fondamentalmente tramite l'impollinazione dei fiori (vedi sopra).
- Dispersione: i semi (gli acheni) cadendo a terra sono successivamente dispersi soprattutto da insetti tipo formiche (disseminazione mirmecoria). In questo tipo di piante avviene anche un altro tipo di dispersione: zoocoria. Infatti gli uncini delle brattee dell'involucro si agganciano ai peli degli animali di passaggio disperdendo così anche su lunghe distanze i semi della pianta.

## Distribuzione e habitat
L'area di distribuzione delle specie di questo genere comprende oltre all'Europa (in particolare i rilievi montani attorno al Mediterraneo), anche l'Asia boreale e l'America meridionale. La distribuzione risulta vistosamente disgiunta: Eurasia (compresa l'Africa) da un lato e il Sudamerica dall'altro.
Delle 9 specie spontanee della flora italiana 5 vivono sull'arco alpino. La tabella seguente mette in evidenza alcuni dati relativi all'habitat, al substrato e alla distribuzione delle specie alpine.
| Specie | Comunità vegetali | Piani vegetazionali         | Substrato | pH     | Livello trofico | H2O   | Ambiente    | Zona alpina                       |
| --- | ----------------- | --------------------------- | --------- | ------ | --------------- | ----- | ----------- | --------------------------------- |
| H. facchiniana | 10                | subalpino                   | Ca        | basico | basso           | secco | F2 F5       | BG TN BL                          |
| H. glabra | 4                 | collinare                   | Si        | acido  | basso           | secco | B1 D1 F2    | CN TO CO SO BG BS                 |
| H. maculata | 9                 | collinare montano subalpino | Ca Ca-Si  | basico | medio           | secco | F2 F3 F4 F5 | tutto l'arco alpino (escl. CO BG) |
| H. radicata | 11                | collinare montano           | Ca Si     | acido  | medio           | medio | B6 B7 F2 F3 | tutto l'arco alpino               |
| H. uniflora | 10                | subalpino alpino            | Ca-Si Si  | acido  | basso           | medio | F5 G1       | tutto l'arco alpino               |
| Legenda e note alla tabella. Substrato: con “Ca/Si” si intendono rocce di carattere intermedio (calcari silicei e simili). Zona alpina: vengono prese in considerazione solo le zone alpine del territorio italiano (sono indicate le sigle delle province). Comunità vegetali: 4 = comunità pioniere a terofite e succulente; 9 = comunità a emicriptofite e camefite delle praterie rase magre secche; 10 = comunità delle praterie rase dei piani subalpino e alpino con dominanza di emicriptofite; 11 = comunità delle macro- e megaforbie terrestri Ambienti: B1 = campi, colture e incolti; B6 = tagli rasi forestali, schiarite, strade forestali; B7 = parchi, giardini, terreni sportivi; D1 = sorgenti e cadute d'acqua; F2 = praterie rase, prati e pascoli dal piano collinare al subalpino; F3 = prati e pascoli mesofili e igrofili; F4 = prati e praterie magre rase; F5 = praterie rase subalpine e alpine; G1 = lande e popolamenti a lavanda |                   |                             |           |        |                 |       |             |                                   |

## Tassonomia
La famiglia di appartenenza di questa voce (Asteraceae o Compositae, nomen conservandum) probabilmente originaria del Sud America, è la più numerosa del mondo vegetale, comprende oltre 23.000 specie distribuite su 1.535 generi, oppure 22.750 specie e 1.530 generi secondo altre fonti (una delle checklist più aggiornata elenca fino a 1.679 generi). La famiglia attualmente (2021) è divisa in 16 sottofamiglie.

### Filogenesi
Il genere di questa voce appartiene alla sottotribù Hypochaeridinae della tribù Cichorieae (unica tribù della sottofamiglia Cichorioideae). In base ai dati filogenetici la sottofamiglia Cichorioideae è il terz'ultimo gruppo che si è separato dal nucleo delle Asteraceae (gli ultimi due sono Corymbioideae e Asteroideae). La sottotribù Hypochaeridinae fa parte del "quarto" clade della tribù; in questo clade è posizionata nel "core" del gruppo , vicina alle sottotribù Crepidinae e Chondrillinae.
I seguenti caratteri sono distintivi per la sottotribù:
- l'indumento delle piante è formato da peli grossolani;
- le setole del pappo hanno delle sporgenze laterali rigide costituite da un'unica cellula tubolare gigante.

Il nucleo della sottotribù Hypochaeridinae è l'alleanza Hypochaeris-Leontodon/Picris e formano (insieme ad altri generi minori) un "gruppo fratello". Rispetto a precedenti raggruppamenti delle Hypochaeridinae, diversi generi sono stati esclusi dalla circoscrizione rivista sulla base di recenti analisi filogenetiche molecolari. Il gruppo attualmente si presenta monofiletico (a parte l'enigmatica Prenanthes purpurea attualmente descritta nelle Lactucinae).
Il genere di questa voce, nell'ambito della sottostribù occupa una posizione "basale" subito dopo il genere Urospermum, quindi con il resto dei generi della sottotribù forma un "gruppo fratello". Il genere è bifiletico (clade marocchino e clade sudamericano - alcuni Autori hanno proposto una sua scissione, alcune specie dovrebbero essere descritte nel genere Achyrophorus Adans.), tuttavia attualmente si preferisce mantenere Hypochaeris nella sua circoscrizione più ampia. Le specie sudamericane formano un gruppo monofiletico con Hypochaeris angustifolia (del Marocco) come clade "fratello". Le prime Hypochaeris hanno avuto origine nella regione mediterranea e in Sud America sono arrivate molto probabilmente dopo una dispersione a lunga distanza dall'Africa nord-occidentale.
I caratteri distintivi per le specie di questo genere sono:
- il ricettacolo è provvisto di pagliette (squamoso);
- il pappo, degli acheni centrali, è formato da un unico ordine di setole generalmente piumose con rigide pinnule.

Il numero cromosomico della specie è: 2n = 6, 8, 10 e 12 (specie diploidi e tetraploidi).

### Sezioni del genere
Questo genere ha 63 specie. Il genere è diviso in cinque cladi, classificati nelle cinque sezioni seguenti (sono indicate soprattutto le specie della flora italiana):
- Hypochaeris sect. Hypochaeris: è il "core" del genere con probabile origine nel Mediterraneo sudoccidentale (areale marocchino), con le seguenti quattro specie: H. arachnoides, H. glabra, H. radicata e H. salzmanniana.
- Hypochaeris sect. Seriola: include il clade Achyrophorus con le specie H. achyrophorus, H. laevigata, H. leontodontoides e H. rutea.
- Hypochaeris sect. Amblachaenium: include il clade Trommsdorffia con le specie eurasiatiche: H. grandiflora, H. maculata, H. uniflora e H. crepidioides.
- Hypochaeris sect. Metabasis: con le specie:  H. cretensis, H. oligocephala e H. tenuiflora.
- Hypochaeris sect. Phanoderis: include la specie marocchina  H. angustifolia e tutto il gruppo delle specie Sudamericane (quest'ultimo comprende diverse o gruppi serie per un totale di circa 45 specie).

l cladogramma seguente, tratto dallo studio citato e semplificato, mostra una possibile configurazione filogenetica del gruppo al livello delle sezioni.
|  | sect. Phanoderis |
|  |                  |
|  | H. angustifolia  |
|  |                  |

|  | sect. Amblachaenium |
|  |                     |
|  | sect. Metabasis     |
|  |                     |

|  | sect. Phanoderis |
|  |                  |
|  | H. angustifolia  |
|  |                  |

|  | sect. Amblachaenium |
|  |                     |
|  | sect. Metabasis     |
|  |                     |

|  | sect. Hypochaeris |
|  |                   |
|  | sect. Seriola     |
|  |                   |

|  | sect. Phanoderis |
|  |                  |
|  | H. angustifolia  |
|  |                  |

|  | sect. Amblachaenium |
|  |                     |
|  | sect. Metabasis     |
|  |                     |

|  | sect. Phanoderis |
|  |                  |
|  | H. angustifolia  |
|  |                  |

|  | sect. Amblachaenium |
|  |                     |
|  | sect. Metabasis     |
|  |                     |

|  | sect. Hypochaeris |
|  |                   |
|  | sect. Seriola     |
|  |                   |

Nota: la specie Hypochaeris robertia in base a prove filogenetiche è stata trasferita nel genere Robertia (Robertia taraxacoides (Loisel.) DC.).

### Specie spontanee della flora italiana
Per meglio comprendere e individuare le varie specie del genere (solamente per le specie spontanee della flora italiana) l'elenco seguente utilizza in parte il sistema delle chiavi analitiche
- 1A: il pappo è formato da una sola serie di setole;

- 2A: il portamento delle piante è suffruticoso (il fusto alla base è legnoso);

Hypochaeris sardoa Bacch., Brullo & Terrasi - Costolina di Sardegna: il ciclo biologico di questa pianta è perenne; l'altezza media varia da 15 a 30 cm; la forma biologica è camefita suffruticosa (Ch suffr); il tipo corologico è Endemico. Sardo; l'habitat tipico sono le crepe delle rocce silicee. La distribuzione sul territorio italiano è relativa alla Sardegna (è una specie molto rara) e può arrivare fino ad una altitudine compresa tra 80 e 1.185 m s.l.m..
- 2B: il portamento delle piante è erbaceo;

- 3A: le foglie basali sono intere o dentate;

- 4A: il fusto sotto il capolino è ingrossato;

Hypochaeris uniflora Vill. - Costolina alpina: le brattee esterne dell'involucro, lungo 20 - 25 mm, sono dentellate; l'altezza media della pianta varia da 30 a 50 cm. La forma biologica è emicriptofita rosulata (H ros); il tipo corologico è Orofita Alpino-Carpatico; l'habitat tipico sono i pascoli alpini e le praterie subalpine. In Italia si trova solo al nord a quote elevate da 1.800 a 2.600 m s.l.m..
Hypochaeris facchiniana Ambrosi - Costolina di Facchini: le brattee esterne dell'involucro, lungo 15 - 22 mm, sono intere; l'altezza media della pianta varia da 30 a 50 cm. La forma biologica è emicriptofita rosulata (H ros); il tipo corologico è Endemico; l'habitat tipico sono i pascoli aridi montani. In Italia è rara e si trova solo nelle Alpi Centrali da 900 a 2.000 m s.l.m..
- 4B:  il fusto sotto il capolino non è ingrossato;

Hypochaeris maculata L. - Costolina macchiata: le foglie basali sono allargate (fino a 6 cm) e macchiate di nero: le setole del pappo sono tutte piumose; questa pianta può arrivare fino a 1 m di altezza. La forma biologica è emicriptofita rosulata (H ros); il tipo corologico è Euro-Siberiano; l'habitat tipico sono i prati aridi a substrato acidofilo. In Italia si trova al nord fino a 1.500 m s.l.m..
- 3B: le foglie basali sono pinnatifide;

Hypochaeris cretensis (L.) Chaub. & Bory - Costolina cretese: le brattee dell'involucro sono lunghe da 8 a 10 volte la larghezza; il pappo degli acheni esterni è formato da squame fimbriate; l'altezza della pianta arriva fino a 40 cm; la forma biologica è emicriptofita scaposa (H scap); il tipo corologico è Orofita - Nord Est Mediterraneo; l'habitat tipico sono le rupi e i pendii sassosi a substrato calcareo. In Italia si trova solo al sud fino ad una altitudine di 700 - 1.700 m s.l.m..
- 1B: il pappo è formato da due serie di setole;

- 5A: le brattee dell'involucro sono lunghe fino a 15 mm; i peli del pappo degli acheni esterni sono lunghi 0,5 - 1 mm;

Hypochaeris laevigata (L.) Ces., P. & G. - Costolina levigata: il ciclo biologico è perenne; i fusti sono in genere glabri; il diametro dei capolini è di 15 - 30 mm; i peli del pappo degli acheni interni sono lunghi 7 - 8 mm; l'altezza media della pianta varia da 10 a 30 cm. La forma biologica è emicriptofita rosulata (H ros); il tipo corologico è Montano - Sud Ovest Mediterraneo; l'habitat tipico sono le rupi e i pendii sassosi a substrato calcareo. In Italia si trova solo al sud fino ad una altitudine di 1.700 m s.l.m..
Hypochaeris achyrophorus L. - Costolina annuale: il ciclo biologico è annuale; i fusti sono ispidi; il diametro dei capolini arriva fino a 15 mm; i peli del pappo degli acheni interni sono lunghi 4 - 6 mm; l'altezza media della pianta varia da 5 a 30 cm; la forma biologica è terofita scaposa (T scap); il tipo corologico è Steno-Mediterraneo; l'habitat tipico sono incolti, pascoli aridi e zone ruderali. La distribuzione sul territorio italiano è relativa al centro, al sud e nelle isole e può arrivare fino ad una altitudine di 1.200 m s.l.m..
- 5B: le brattee dell'involucro sono lunghe fino a 25 mm; i peli del pappo degli acheni esterni sono lunghi 4 - 6 mm;

Hypochaeris glabra L. - Costolina liscia: il ciclo biologico è annuale; il diametro dei capolini è di 5 - 15 mm; tutti gli acheni hanno un pappo con peli piumosi; l'altezza media della pianta varia da 5 a 40 cm; la forma biologica è terofita scaposa (T scap); il tipo corologico è Euri-Mediterraneo; l'habitat tipico sono le zone incolte e i pascoli aridi a substrato acidofilo. È comune su tutto il territorio italiano fino a 1.200 m s.l.m..
Hypochaeris radicata L. - Costolina giuncolina: il ciclo biologico è perenne; il diametro dei capolini è di 20 - 30 mm; i peli del pappo degli acheni esterni sono scabri; le foglie basali non sono grandi; questa pianta può arrivare fino a 90 cm di altezza. La forma biologica è emicriptofita rosulata (H ros); il tipo corologico è Europeo - Caucasico; l'habitat tipico sono i prati aridi, incolti e zone ruderali. In Italia è comune su tutto il territorio fino a 1.500 m s.l.m..

### Sinonimi
Il genere di questa voce, in altri testi, può essere chiamato con nomi diversi. L'elenco che segue indica alcuni tra i sinonimi più frequenti:
- Achyrophorus Adans.
- Agenora  D.Don
- Amblachaenium  Turcz. ex DC.
- Arachnopogon  Berg ex Haberle
- Baldingeria  F.W.Schmidt
- Cycnoseris  Endl.
- Distoecha  Phil.
- Fabera  Sch.Bip.
- Heywoodiella  Svent. & Bramwell
- Metabasis  DC.
- Oreophila  D.Don
- Piptopogon  Cass.
- Porcellites  Cass.
- Robertia  A.Rich. ex DC.
- Seriola  L.
- Trommsdorffia  Bernh.

### Generi simili
Un genere che senz'altro può essere confuso con Hypochaeris è Leontodon L. (Dente di leone), anche perché la differenza più significativa non è molto visibile: il ricettacolo di quest'ultimo genere è privo di pagliette interne.

## Usi
L'utilizzo di queste piante da parte dell'uomo è minimo se si esclude qualche specie che grazie ai suoi grandi fiori gialli serve ad adornare il giardino alpino. Qui possiamo ricordare la specie Hypochaeris scorzonerae che per le sue proprietà diuretiche (facilita il rilascio dell'urina) è molto usata in Cina e la specie Hypochaeris radicata usata per le sue proprietà foraggere (ricercata dalla mucche da latte e dai maiali, questi ultimi sono ghiotti soprattutto della radice).